# Barlangi élettan

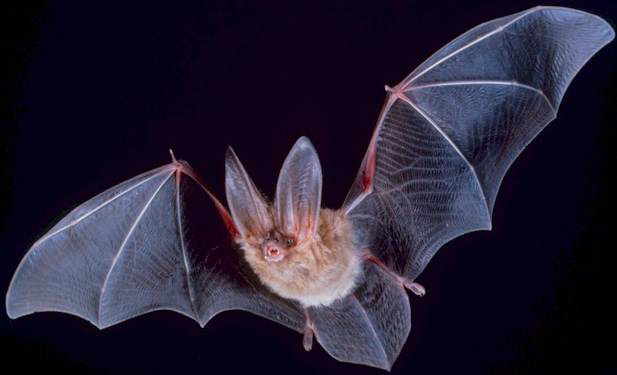
Virginiai nagyfülű denevér

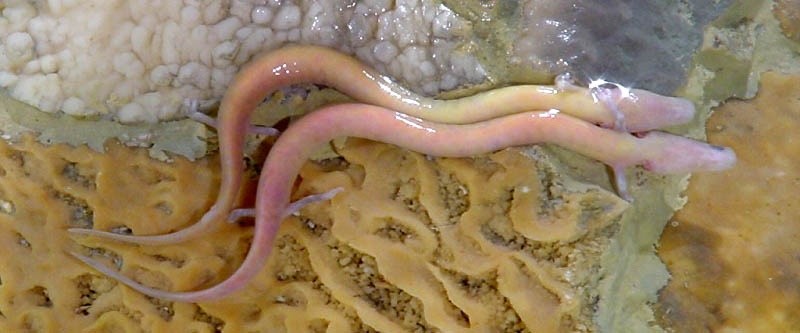
Barlangi vakgőték a Postojna-barlangban

A barlangi élettan, barlangbiológia vagy bioszpeleológia, vagy ahogy Emil Racoviță, a tudományág „atyja”  nevezte, biospeológia a barlangokban található életformákkal foglalkozó tudomány. A korszerű barlangbiológiai kutatások a biogeográfia, az ökológia, a fiziológia és a genetika területére is kiterjednek, művelői rendszeres kísérleteket folytatnak.
Szinte minden barlangban találhatók élőlények. A szárazföldi barlangokban a szerves élethez szükséges általában a fagypont feletti hőmérséklet, nedvesség vagy víz, oxigén és táplálék. Ezek alkotják a „barlangi környezetet". A barlang földrajzi helyzete, tengerszint feletti magassága, kőzetének jellegzetességei, az üreg és a rendszer nagysága és mélysége, hossza és bonyolultsága, a bejáratok száma és helye, külső vagy belső vízbefolyás, az állóvizek léte vagy hiánya, a kitöltő üledékek minősége és mennyisége mind-mind befolyásolják a barlangi környezetet. A barlang fejlődése során ható történeti tényezők működésének eredménye a barlang aktuális állapota. E viszonyok rendkívüli változatossága eredményezi, hogy minden barlang – és annak élővilága – külön egyéniség.

## A barlangi élővilág felosztása
A föld alatti üregekben élő létformákat három nagy csoportra lehet osztani:
- „barlangidegen”, trogloxén (a görög trogle – lyuk és a xenos – idegen szavakból) fajok, azaz a rövid időre betévedő vagy menedéket kereső fajok. Ezek lehetnek emlősök, madarak, hüllők, békafélék, halak, lepkék egyaránt.
- „barlangkedvelő”, troglophil (a görög philo – kedvelő szóból) állatok lakóhelyként használják az üregeket, mert itt megfelelő körülményeket találnak életmódjukhoz, szaporodásukhoz, de nem tartózkodnak állandóan a barlangokban, illetve nem csak itt fordulnak elő. A legismertebb barlangkedvelők a denevérek, ám a legtöbb ilyen faj a pókok, puhatestűek vagy százlábúak közé sorolható.
- valódi barlanglakók, a troglobiont fajok (a görög bios – élet" szóból) képviselői teljesen a barlangi környezethez alkalmazkodtak, ez a kizárólagos természetes élőhelyük, máshol nem fordulnak elő. Fejlődésük során visszafordíthatatlanul a föld alatti életre rendezkedtek be. Ez a folyamat antromorphosis néven is ismert. A troglobiont állatok általában igen régi fauna maradványai, úgynevezett reliktumfajok. Evolúciójuk megállt, vagy szélsőségesen lelassult, így sokkal jobban őrzik távoli őseik ismertetőjegyeit, mint felszíni társaik. Charles Darwin az ilyen élőlényeket élő kövületeknek nevezte. Néhány barlanglakó fajnak nem is maradtak fenn felszíni rokonai, nem egy közülük 4O0 millió éves múltra tekint vissza.[3]

### A denevérek
A legismertebb, legjellegzetesebb barlangkedvelő (troglophil) lények a denevérek. Különböző fajaik más és más célokkal látogatják a barlangokat. Egyesek a nappalokat töltik ott, mások ott alszanak téli álmot 3–6 hónapig. Ezalatt életfunkcióik végletesen lelassulnak, testhőmérsékletük a környezethez hasonul. Tavasszal súlyuk egyharmadát elvesztve, lesoványodva repülnek ki a barlangból.

## A bioszpeleológia története

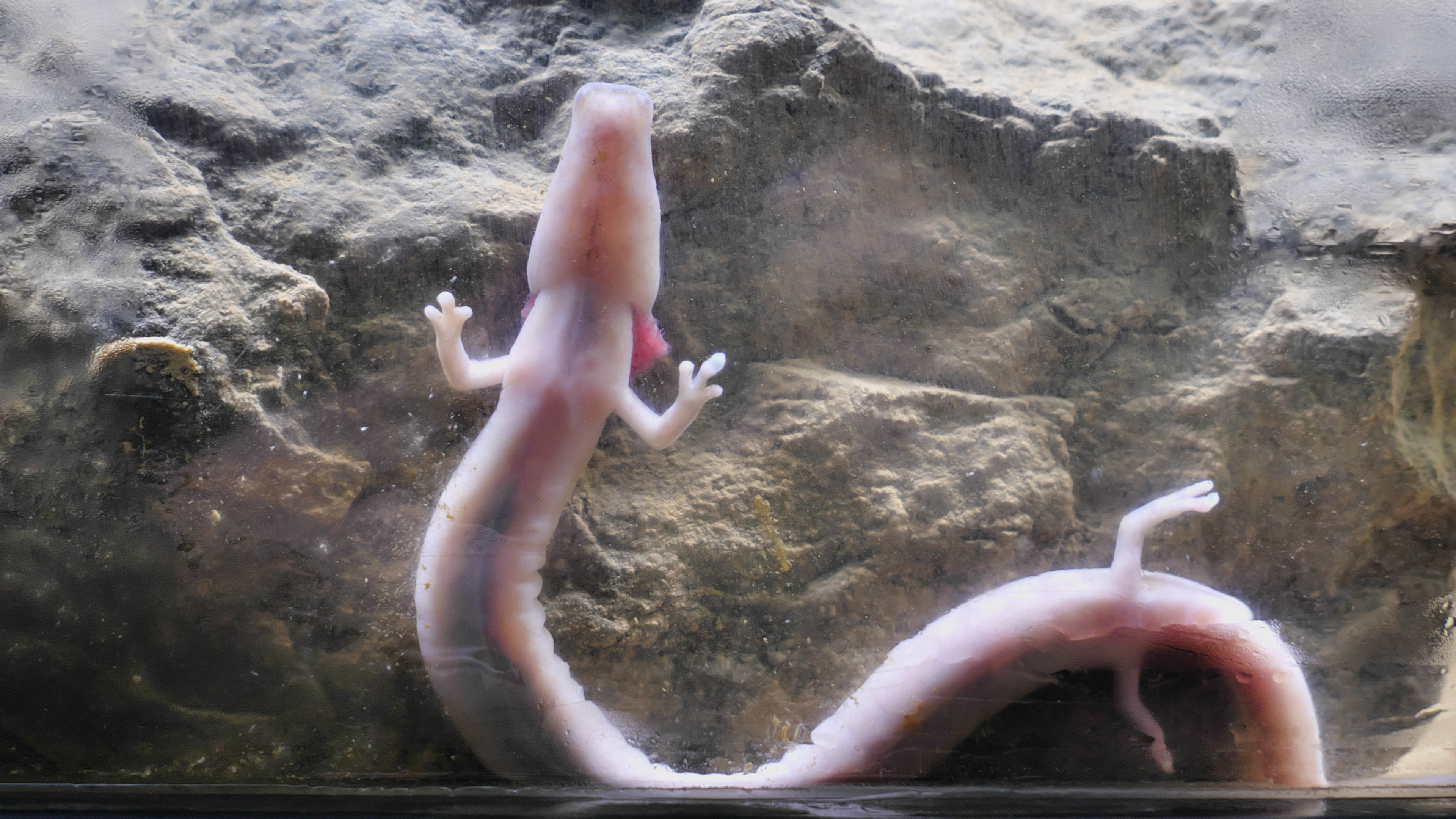
Barlangi vakgőte, a postojnai „emberhal”

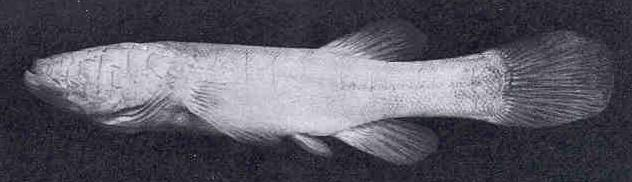
Amblyopsis spelaea, a Kentucky állambeli Mamut-barlang lakója. 1842-ben fedezték fel

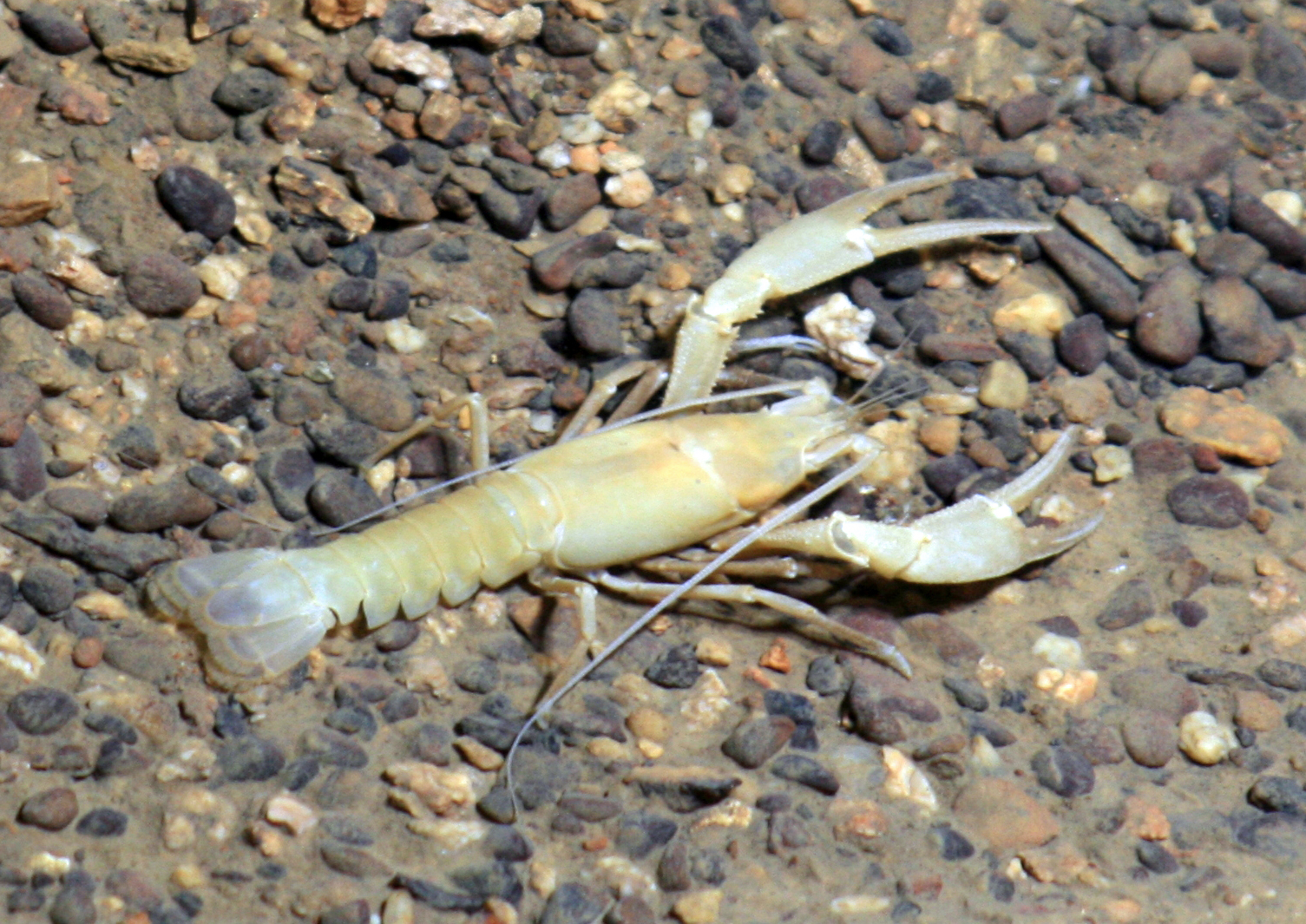
Orconectes pellucidus – barlangi rák

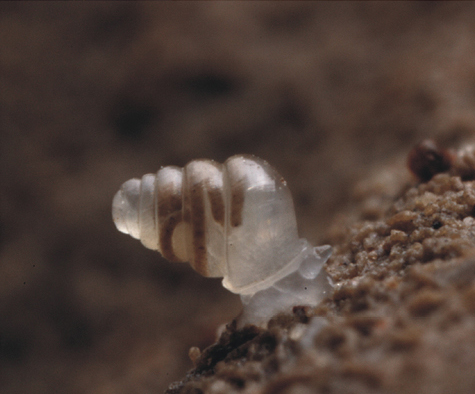
Zospeum tholussum, mikroszkópikus méretű barlangi csiga. 700 – 1400 m mélyen él a horvátországi Lukina-Trojama-barlangrendszerben. Teljesen vak, háza áttetsző

Az első igazi troglobiont állatot, a gőték közé tartozó barlangi vakgőtét 1689-ben Valvasor báró fedezte fel a mai Szlovénia területén lévő Krajnai-hercegség barlangjárataiban. Ez a farkos kétéltűek rendjébe tartozik, ide sorolják a felszínen élő társaikat és a szalamandrákat. A barlangi vakgőte (Proteus) szemei teljesen elcsökevényesedtek, testhossza 20–30 cm, két pár apró lábbal és a testéből kinyúló kopoltyúval rendelkezik. 
Franz von Hohenwart azonosított először valódi barlanglakó rovart 1831-ben a Postojna-barlangban (akkori nevén Adelsbergi-barlang). Az állat természetesen vak. 1B45-ben Schiødte dán zoolóqus is a Krajnai-hercegség üregeit kutatta; a terület azóta a bioszpeleológusok egyik legkedveltebb kutatási területévé vált. A dán tudós rendkívül változatos állatvilágot tárt föl: rovarok, ugróvillások, pókszabásúak (egy pók és egy álskorpió), rákok (egy felemáslábú rák (Amphipoda) és egy ászkarák) voltak a felfedezettjei között. Megfigyeléseit kötetben publikálta, melyet saját, aprólékos rajzaival illusztrált. Ez volt az első tudományos mű a felszín alatti faunáról, Albert Vandel francia biológus szavaival élve a „biospeológia születési bizonyítványa”.
Észak-Amerikában az 1840-es évek elején De Kay, Jeffries Wyman és Tellkampf befogta az első troglobiont halat, az Amblyopsis spelaeat. A kentucky állambeli Mamut-barlangban élő vakhalról Darwin is említést tett róla A fajok eredete című művében. A halfajt később az amerikai Carl H. Eigenmann, a barlangi biológia kiemelkedő képviselője is tanulmányozta. Ugyancsak a Mamut-barlangban fedezte fel tellkampf az Orconectes pellucidus nevű barlangi rákfajt.
A 20. század első felében tevékenykedett a román Emil Racoviță, aki néhány más kutatóval (Louis Fage, a barlangi pókok francia szakértője, Pierre-Alfred Chappuis svájci biológus, valamint René Jeannel francia rovartudós) együtt tevékenykedve megalapozta a modern barlangi biológiát. Több mint ötven tudományos expedíción vettek részt a Földközi-tenger vidékén, Amerikában és Afrikában. Az utazások során összegyűjtött hatalmas tudásanyagot Racoviță és Jeannel Biospeologica címmel jelentette meg. A hatkötetes mű nagy tudományos visszhangot váltott ki. Racoviță Romániába hazatérve 1920-ban Kolozsvárott megalapította a Szpeleológiai Intézetet, melynek igazgatóhelyettese Jeannel lett. A román tudós nem csak a barlangi állatok biológiai sajátosságait vizsgálta, hanem a speciális életkörülményekhez történő adaptálódásuk folyamatát is.
1992-ben román tudósok egy csoportja a Movile-barlang szifonján túl sajátságos föld alatti életformát tárt fel: ezek az élőlények a felszínhez képest oxigénszegény (körülbelül 7%), viszont magas széndioxid-tartalmú (2-3,5%) levegőben élnek, amely ráadásul 1-2%-ban az alacsonyabb rétegekből feláramló kénes vizekből felszabaduló metánt is tartalmaz. Ez a barlangi fauna a víz felszínét 0,5–2 mm-es vastagságban borító mikrobatenyészetből táplálkozik. Ezt a hártyát kemoszintetizáló baktériumok alkotják, melyek nem a napsugárzásból, hanem a vízben oldott kénhidrogén oxidálásából nyerik az élethez szükséges energiát. Ez az elsőként felfedezett ilyen különleges, zárt barlangi ökoszisztéma.

### Magyarországon
A modern magyar bioszpeleológia megteremtője Dudich Endre volt, akinek a Baradla–Domica-barlangrendszerben végzett kutatásairól Bécsben megjelent könyve (Biologie der Aggteleker Tropfsteinhöhle Baradla in Ungarn, 1932) Magyarország első ilyen jellegű monográfiája. Rendszeresen közölt cikkeket az általa létrehozott Biospeologica Hungarica folyóiratban, mely lehetőséget teremtett az addig különféle szaklapokban publikáló magyar barlangbiológusok eredményeinek összefoglalására. Dudich tárta fel először, hogy a barlangi élet nem kizárólag a kívülról származó tápanyagok függvénye, hanem alapulhat kemoszintetizáló baktériumokon is. 1958-ban a Baradla Róka-ágában létrehozta a világ negyedik barlangbiológiai laboratóriumát (ma már nem működik). Bokor Elemér az Abaligeti-barlang, Gebhardt Antal a Mánfai-kőlyukat kutatta, Bajomi Dániel pedig az bódvaszilasi Alsó-hegy zsombolyainak élővilágát kutatta elsőként.

## A barlang mint élőhely
A barlangok szárazföldi állatvilágának életét a helyrajzi, talajtani és meteorológiai tényezők szabják meg. A bejárat alakja, helye, égtáj felé fordulása, nagysága, az üregrendszer, bonyolultsága; a bezáró kőzet hasadékrendszere mind hatnak az állatvilágra. A barlang szilárd kitöltéseinek (iszap, barlangi agyag, humusz, homok, kavics, kőhordalék, csupasz sziklák, cseppkőképződmények, jég) minősége és mennyisége is döntő jelentőségű. A barlang éghajlata igazi „mikroklíma", viszonylagosan önálló és független. A földfelszíni helyi „makroklíma" a bejárato(ko)n keresztül csak  bizonyos távolságig, mélységig érezteti a hatását.

### Fény és hőmérséklet
A barlangok mint élőhelyek három részre oszthatók:
- A fényhatárig terjedő szakasz (görög eredetű barlangászati szakszóval chasma).[7] Itt a legnépesebb és a legváltozatosabb a fauna, és itt található a legtöbb trogloxén (barlangidegen) faj, amik csak „vendégként” érkeznek ide.
- Az első sötét zónában, ahová a fény már nem ér el, de még jelentősek a felszíni hatások, különösen a hőmérsékletingadozás, találhatók a trogloxén és a troglophil (barlangkedvelő) fajok.
- A barlangok mélyén található a második sötét zóna (antron), ahol a hőmérséklet csak elhanyagolható, maximum 0,1 °C-os kilengéseket mutat. Itt már nem érvényesül az éjjelek és nappalok váltakozása, a légnyomás napi periodikus ingadozása is megszűnik. Ennek ellenére lehetséges, hogy a barlangi élőlények észlelnek olyan gyenge/ismétlődő ciklusokat, mint az árapály hatásai vagy a mágneses mező módosulása. Ez a terület már a valódi troglobiont állatok élőhelye, melyek teljesen alkalmazkodtak a sajátos barlangi körülményekhez, így a magas páratartalomhoz (helyenként elérheti a telítettséget, a 100%-ot is) és az üreg morfológiájától függő enyhébb vagy erősebb, esetleg napi vagy szezonális légmozgásokhoz.[8]

A hőmérséklet évi ingadozása a sötét barlangban rendesen csekély, de a bejárati szakaszban jelentékeny lehet. A barlangi talajok, sziklák, falak és a cseppkőképződmények belső hőmérséklete általában azonos a levegőével.

### A barlangi agyag
A behatoló víz a barlangokban lerakja a magával sodort oldhatatlan anyagokat. Ezek egy része a felszínről érkezett szerves anyag, növények lebomlásakor keletkezett, illetve állati tetemekből, ürülékből származó „hulladék”. A barlangi patakok, folyók a mészkő oldódásakor visszamaradt anyagokat, főként agyagot, különböző kőzettörmelékeket, kavicsot, homokot is szállítanak, melyek sokszor hosszú utat tesznek meg a föld alatt.
Mindezek együttesen alkotják a barlangok iszapos üledékét, az üregek lakóinak fő táplálékforrását. A járatrendszerek agyagos talaja bonyolult vegyi összetételű, ásványi maradványokat, homokszemcséket, szerves részecskéket egyaránt tartalmaz. Valójában az agyag a felszín alatti fauna életben maradásának kulcsa: a sötétben egyedül az agyagban nagy számban előforduló baktériumok képesek tápanyagok és vitaminok előállítására, amit a felszínen a zöld növények végeznek a napfény segítségével.

### A barlangok vizei
A barlangok vizeinek mennyiségét a felszíni időjárás határozza meg. A barlangi patakok hozama és sebessége évszakról évszakra, felszíni esőzések nyomán akár hirtelen is változik. A trópusi területek vízkészlete a száraz hónapok alatt lecsökken, a freatikus azaz a felszín alatti járatok egy része kiszárad, néhol egész tavak tűnnek el. A barlangi vizek ugyanolyan változatosak, mint a szárazföldi élőhelyek: a folyóvizek (befolyó patak, folyó, belső eredésű patak), a hullóvizek (a boltozat kőzetrepedéseiből, cseppkövekről), a szivárgóvizek (oldalfalakon, állócseppkövek oldalán), az állóvizek (tócsák, tavak, cseppkőmedencék vize, hullott vízből keletkezett vizgyülemek, állócseppkövek lábánál keletkezett tócsák) és végül a homokos-kavicsos üledékek szemeinek hézagaiban található talajvíz.
A vizek hőmérséklete Magyarországon általában megfelel a levegő hőmérsékletének és a sötét barlangban nem is igen ingadozik, 8-10 C°. A Tapolcai-tavasbarlang vize 18-20 C°.
A vizek vegyi viszonyai különbözők. A pH általában valamivel 7 felett van. Az oxigén- és a szabad széndioxid-tartalom igen különböző lehet. A cseppköves barlangok vizében a kalciumhidrokarbonát aránya nagy, ez a cseppkőképződés alapanyaga.
A jégbarlangokban is van élet. Jégbarlangok lehetnek magashegyi barlangok (mint az Eisriesenwelt – Ausztria), vagy északra nyíló völgyben fekvő, zsákszerű meredek barlangbejárattal rendelkező üregek, ahova télen a hideg levegő könnyen befolyik, és nyáron huzat hiányában bentreked (például Dobsinai-jégbarlang, Szilicei-jégbarlang – Szlovákia).

### A barlangok levegője
A barlangok klímája az esetek nagy többségében viszonylag állandó, egyik fő jellemzője a telítettséget megközelítő páratartalom. A párolgás emiatt többnyire igen kismértékű. A levegő hőmérséklete a közép-európai barlangokban általában 10±1 C°. A világ különböző tájain egymástól teljesen eltérő barlangi élővilág alakult ki, de általános vonásuk, hogy szükséges számukra a párás levegő.
A barlangok a feltárt nyílásokon túl is szellőznek, gyakran hozzáférhetetlen, ismeretlen nyílásokon és a kőzet hasadékrendszerén keresztül. A barlangi levegő mozgásai, belső szélviszonyai általában kimutatható összefüggésben vannak a földfelszíni hőmérséklettel és légnyomással. Egy új mesterséges bejárat kialakítása a barlang eredeti mikroklímáját gyökeresen megváltoztathatja.
A barlangok levegőjében általában több a szén-dioxid, mint a légkörben. Vannak erősen szén-dioxidos; sőt kén-hidrogénes barlangok is. Ritka a valóban száraz barlang. A boltozatról aláhulló vízcseppek és a levegőből kicsapódó víz úgyszólván állandó nedvességet idéznek elő.

## A barlangi állatok sajátosságai
Az állandóan a föld alatti élő barlanglakók, a troglobiontok két alapvető tulajdonsága a részleges, illetve teljes vakság (szemük csökevényes vagy teljesen hiányzik) és a depigmentáció (bőrük, pontosabban kültakarójuk nem tartalmaz festékanyagot). Ez a sötéthez való alkalmazkodás eredménye: az állatok elvesztik azokat a tulajdonságaikat, szerveiket, amelyekre nincs szükségük, amiket nem használnak (regresszió). Ezek a barlangi tulajdonságok az állatvilág sokszínűsége és a rendszertani különbözőségek ellenére minden barlangi fajra jellemzőek, a kagylósrákoktól és ászkarákoktól kezdve a rovarokon és pókokon át egészen a gerincesekig, a kétéltűekig és a halakig.
A föld alatti életmódhoz nem maximálisan alkalmazkodott trogloxének, azaz a barlangba csak esetlegesen látogató lények illetve a troglophilek, a barlangba rendszeresen járó, de nem állandóan ott élő fajok többnyire kifejlett látószervekkel és színes kültakaróval rendelkeznek.
Egyes fajoknál a szem elcsökevényesedése már oly régen megtörtént, hogy az embriók még a legkezdetlegesebb látószervvel sem rendelkeznek. A barlangok felemáslábú rákocskája, a Niphargus szem nélkül születik. Más állatoknál a látószervek bizonyos ideig növekszenek, később a szemkezdemények fokozatosan eltűnnek.
A barlanglakók kültakarója általában átlátszó, nem tartalmaz pigmentet mivel a troglobiontoknak nincs szükségük a nap elleni védelemre. A felszínen az állatok által rejtőzködésre, fajtársaik felismerésére alkalmazott külső színekre sincs szükségük az örök sötétségben. A festékanyagok elvesztése egyes állatok esetében visszafordítható: ilyen esetben az enyhe megvilágításban újra valamelyest színes lesz.
A barlangi vízi állatoknak csökkent az oxigénigényük, mivel a barlangi patakok kevesebb oldott oxigént hordoznak. A troglobiont rovarok teste és csápjai megnyúltak, kültakarójuk elvékonyodott és sokuk elvesztette szárnyait is.
A barlangi élőlények anyagcseréje felszíni társaikéhoz képest meglehetősen lelassult. A Niphargus nevű, a különböző barlangrendszerekben különböző fajokat létrehozott vakbolharákok például 10–15-ször ritkábban vesznek levegőt, mint napvilágon élő rokonaik, a bolharákok. Hasonlóképpen a felszíni pókok is 5-7-szer szaporábban lélegeznek, mint a barlanglakók. A metabolizmus lelassulása nagyobb a régóta barlangi életmódot folytató fajoknál, mint az újabbaknál. A fajok alkalmazkodása a barlangi környezethez igen hosszú folyamat.
A lelassult anyagcsere eredménye a hosszabb élet. A vakgőte élettartama meghaladja a hatvan évet, ami a felszíni kétéltűek esetében szinte elképzelhetetlen. A Niphargus két és féléves korában válik ivaréretté és 6–8 évig élhet, míg felszíni rokonai már három hónapos korukban elérik teljes méretüket és átlagosan másfél évig élnek.
A barlangi állatok kronobiológájában megszűnik a felszínre jellemző napi periodicitás és a szezonalitás is, de bizonyos időérzékkel rendelkeznek. Petéiket például úgy rakják le, hogy azok a rendszeresen érkező árvizek előtt kikelhessenek.
A barlangi állatok általában petével szaporodnak. Ezen a téren az a jellemző sajátosságuk, hogy kevesebb, de nagyobb petét raknak le, mint a felszíni rokonaik. Az evezőlábú rákok barlangi fajai például általában mindössze 4 petét raknak le egy alkalommal, a felszíniek viszont több mint 200-at.

## Növények a barlangokban
Sokáig általános volt az a nézet, hogy a barlangokban a fény hiánya miatt növények nem élhetnek meg. Újabban viszont kiderült ugyanis, hogy igenis élnek sötét barlangokban zöld növények, mégpedig moszatok (algák).
A barlangok bejáratában is megtelepedhetnek olykor virágos növények, páfrányok, mohák és zuzmók, ezek azonban nem lépik át a fényhatárt. Elektromos világítású barlangokban megfigyelték, hogy egyes fényforrások körül kialakult egy kis zöldnövény-együttes.
A barlang mélyébe besodródott magvakból olykor fejlődik kis csiranövény, ez azonban színtelen és hamarosan elpusztul; táplálékot jelent a barlang állatainak.
Magyar barlangokban állapították meg, hogy ellentétben a régebbi nézettel, bőségesen élnek moszatok (algák), tehát zöld növények a sötétben is. Claus Gy. (1955) a Baradlából 69, a Békebarlangból 90, a Mánfai-kőlyukból (1960) 13 fajt említ. Suba É. (1957) a Pál-völgyi-barlangrendszerből 41 fajt mutatott ki, közülük több eddig ismeretlen fajt. Palik P. (1960) az Abaligeti-barlangban 93 fajt talált, a Baradlából pedig egy új nemet és fajt (Baradlaia speluncaecola Palik) írt le. Bár korábban is említenek moszatelőfordulásokat barlangokban, ilyen nagy fajszámban való ottlétük meglepetés; ottani életük biológiai magyarázata még nem ismeretes.

## Gombák
A barlangok talajában, a besodródott növényi maradványokon gyakran élnek gombák. Fényre nincs szükségük, de az alacsony hőmérséklet csak kevés fajnak kedvez. Gyakran nem jutnak tovább a micélium képzésénél, termőtestet nem hoznak létre. Dudich Endre (1932) a Baradlából 21 gombafajt mutatott ki. Sok barlangi bogár testén is élnek apró, különleges gombák (Laboulbeniales) élnek (Bánhegyi, 1940, 1949). A barlangi talajban találta Bánhegyi (1959) a Baradlában a Keratinomyces Ajelloi Vanbr. nevű különleges gombát. Vályi Nagy T. és Uri J. a barlangi talajgombák között antibiotikumot termelő fajokat is talált. Varga L. és Takáts T. (1960) a Baradla tavának iszapjából grammonként 270 000 mikroszkopikus gombapéldányt mutatott ki.

## Baktériumok
A baktériumok barlangi léte régen ismeretes, ők alkotják a tápláléklánc alapját. Már Dudich E. (1932) kimutatott a Baradlából vas- és kénbaktériumokat. Ezek tudvalevőleg autotróf lények, képesek szervetlen anyagból szerveset előállítani. A baradlai iszapban grammonként 10 965 000 baktériumot találtak, köztük nitrogénkötőket, cellulózlebontókat, nitrifikálókat és denitrifikálókat. Molnár M. (1961) a Baradla vizeinek és levegőjének bakteriológiai vizsgálata során kimutatta, hogy kórokozó fajok csak igen kis számban vannak jelen, viszont az emberek látogatása tetemesen növeli a csírák számát a levegőben.

## A barlangi fajok eredete
A barlangi élőlények közül sok eredetileg tengeri állat volt. Ilyenek az apró ászkarákok (Isopoda) amelyek hét pár, közel megegyező formájú lábbal rendelkeznek, testük lapos. A tengerektől ma már messze fekvő barlangokban élő ászkarákok segíthetnek megérteni a régebbi földtörténeti korok tengermozgásait. A föld alatti üregekben szárazföldi fajaik is előfordulnak. Testhosszuk általában 10–20 mm, színük teljesen fehér, szemük elcsökevényesedett. A nedves helyeket kedvelik, táplálékuk rothadó fa vagy guanó.
A barlangok feltételezhető kora általában jóval későbbi, mint a bennük található fajok kialakulása, ezért a tudósok feltételezése szerint a barlangi fauna, a troglobiontok jelentékeny része már korábban kialakult a hasonló környezeti viszonyokat mutató élőhelyekben, kisebb üregekben, a talaj és a kőzetek repedéseiben és a talajvízben, karsztvízben. Az igazi barlangi környezet aztán konzerválta, esetleg továbbfejlesztette a már meglevő „barlangi” alkalmazkodási tulajdonságaikat.